# Hélène Bamberger
 (juin 2024).
Hélène Bamberger, née en 1956 à Paris, est une photographe française.

## Biographie
Hélène Bamberger fait ses débuts dans la photographie en 1979 et rejoint, en 1980, l'agence de photographie Gamma.
En 1980 et 1983 elle expose ses travaux au Centre Georges-Pompidou.
En 1982, elle devient photographe indépendante  et fonde, en 1989, l'agence de photographie Odyssey.
De 1980 à 1994, elle travaille étroitement avec Marguerite Duras et pratique par ailleurs la « photographie d'écrivain et d'artiste » en photographiant, entre autres, Deleuze, Modiano, Ellroy, Jean Echenoz, Marie Darrieussecq, Françoise Sagan ou encore Jeanne Moreau.
À partir de 1994, Hélène Bamberger collabore avec l'agence Cosmos et travaille avec de grands magazines français et internationaux.

## Œuvres

### Expositions
- Terre d'Islam (collectif, Visa pour l'image, 1990)
- Touaregs (collectif, Musée de l'Homme, 1992)
- Momes (collectif, Visa pour l'image, 1996)
- Jerusalem Sister (collectif, Visa pour l'image, 2000)
- Marguerite Duras
  - avril-juin 2006 (Hô-Chi-Minh-Ville)
  - février-mars 2006 (Fès)
  - novembre 2006-janvier 2007 (Barcelone)
  - avril-juillet 2007 (Pau)
  - août-octobre 2007 (Stockholm)

### Collections
- Fonds national d'art contemporain
- agnès b

### Publications
- La Mer écrite, avec Marguerite Duras, Marval, 1996.
- Marguerite Duras. 30 portraits par..., collectif, Marval, 1997.
- Normandie, avec Olivier Frébourg, National geographic, 2001.
- Marguerite Duras de Trouville, Les Éditions de Minuit, 2004[4].